# Spark (etichetta discografica)
La Spark è stata una etichetta discografica italiana attiva negli anni '70.

## Storia della Spark
L'etichetta nacque dal fallimento, alla fine del 1971, della MRC e dal conseguente acquisto di essa da parte della Dischi Ricordi, che ne cambiò la denominazione in Spark.
Tra i principali cantanti che incisero per l'etichetta ricordiamo Antonella Bottazzi, Minnie Minoprio, Wilma De Angelis, Walter Chiari, Christian, Antonius Rex e i Ping Pong.
Alla fine del decennio l'etichetta chiuse i battenti ed il catalogo venne inglobato dalla casa madre.

## I dischi pubblicati
Per la datazione ci si basa sull'etichetta del disco, o sul vinile o, infine, sulla copertina, qualora nessuno di questi elementi avesse una datazione, ci si basa sulla numerazione del catalogo, se esistenti, si riportano oltre all'anno il mese e il giorno (quest'ultimo dato si trova, a volte, stampato sul vinile).

### 33 giri
| Numero di catalogo | Anno | Interprete         | Titoli                        |
| ------------------ | ---- | ------------------ | ----------------------------- |
| SRLP 246 LG        | 1972 | Ping Pong          | Ping Pong                     |
| SRLP 260 LG        | 1972 | Antonella Bottazzi | Delicato a te                 |
| SRLP 263           | 1973 | Walter Chiari      | In compagnia di Walter Chiari |
| SRFL 9657          | 1974 | Esecutori vari     | Vangelo Duemila               |
| SRFL 9660          | 1974 | I Viulàn           | I Viulàn                      |
| RGLP 4002          | 1978 | Bulldog            | Bulldog hits                  |

### 45 giri
| Numero di catalogo | Anno | Interprete                                    | Titoli                                   |
| ------------------ | ---- | --------------------------------------------- | ---------------------------------------- |
| SR 807 LG          | 1972 | Minnie Minoprio                               | Riflessioni/Delon Delon Delon            |
| SR 814 LG          | 1973 | Ping Pong                                     | Caro Giuda/Il castello                   |
| SR 815 LG          | 1973 | Antonella Bottazzi                            | Un sorriso a metà/Un non so che          |
| SR 816 LG          | 1973 | Minnie Minoprio                               | Sexy/Ma che diavolo vuoi                 |
| SR 817 LG          | 1973 | Danilo Vaona                                  | Gioventù/Colori di gennaio               |
| SR 818 LG          | 1973 | Minnie Minoprio                               | Pop-ciribiri-pop/Poco per volta          |
| SR 819 LG          | 1974 | Ping Pong                                     | Il miracolo/Plastica e petrolio          |
| SR 822 LG          | 1974 | Antonella Bottazzi                            | Per una donna, donna/Oggi all'improvviso |
| SR 824             | 1974 | Claudio Lippi, Piergiorgio Farina e i Musical | Tanto piacere/Sol                        |
| SR 828             | 1975 | Christian                                     | Sto con lei/Dormici sopra                |
| SR 831             | 1975 | Carlo Venturi                                 | Tico tico/I velocipedi                   |
| SR 834             | 1976 | El Cerebro                                    | Nuevo Mambo/Una Historia                 |
| SR 836             | 1976 | Wilma De Angelis                              | La donna che ti vuole bene/Tua           |
| SR 847             | 1977 | I Viulan                                      | Nanìn pupin/O rusinot                    |
| SR 848             | 1977 | Antonius Rex                                  | Agonia per un amore/Witch Dance          |
| SR 853             | 1977 | Christian                                     | Non dimenticar/Che sventola              |
| SR 857             | 1978 | Simona Io                                     | Accidenti se ti amo/Desiderio d'amore    |
| SR 859             | 1978 | Pino Leggeri                                  | In quel giardino/Due cuori partono       |